# Matti Aura (inrikesminister)
Matti Aura (ursprungligen Matts Nygård), född 6 december 1885 i Vörå och död 19 november 1975 i Helsingfors, var en finländsk ämbetsman.
Aura tog en fil.mag. 1910 och en jur.kand. 1912, han studerade bland annat i Heidelberg och Münster. Aura blev 1914 vicehäradshövding. Efter att ha tjänstgjort i olika ämbetsverk blev Aura, trots att han inte var partipolitiker, inrikesminister 1925 i Antti Tulenheimos samlingsregering och innehade från december 1927 till december 1928 samma post i Juho Sunilas agrariska minoritetsregering.
1931 blev han förvaltningsråd i högsta förvaltningsdomstolen.